# Domheid

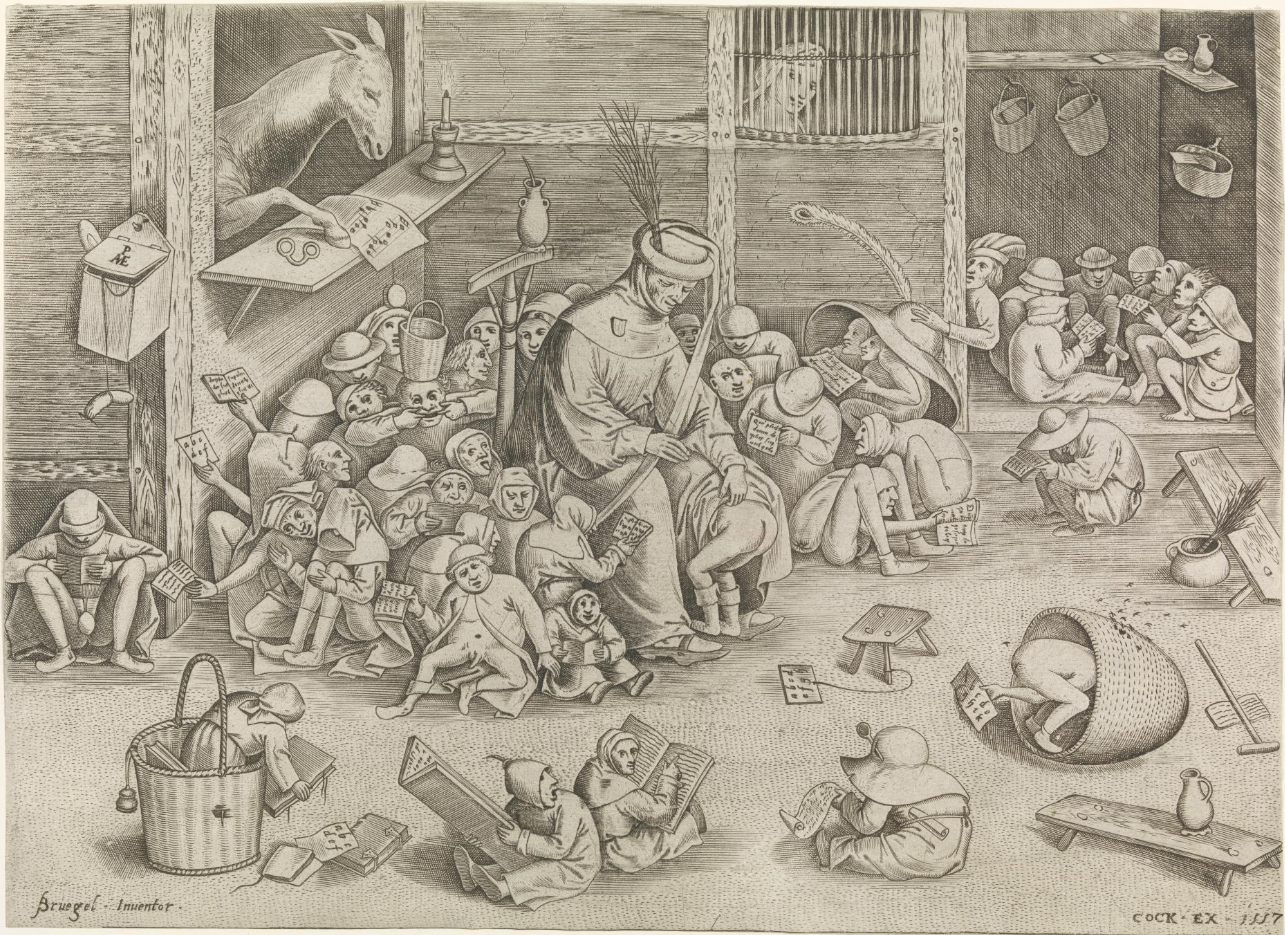
De ezel op school, prent van Pieter Bruegel de Oude uit 1556. Het opschrift toont zich niet optimistisch over het verhelpen van domheid: Al reijst den esele ter schoolen om leeren, ist eenen esele hij en sal gheen peert weder keeren.

Domheid wordt doorgaans omschreven als het gebrek aan verstand, intelligentie of wijsheid. Een gebrek aan kennis wordt eerder aangeduid als onwetendheid. Robert Musil onderscheidde de "eerbare domheid" die verband houdt met natuurlijke aanleg van de "intelligente domheid", die hij gevaarlijker achtte. Voor de literatuurwetenschapper Matthijs van Boxsel is domheid een zelfstandige eigenschap, een esthetische categorie die net in combinatie met intelligentie het meest fataal is. 
Studies vonden bij mensen een negatieve relatie tussen IQ en vruchtbaarheid, wat zou resulteren in een dysgenetische trend van verzwakkende intelligentie over de generaties. Dit fenomeen werd het uitgangspunt van de film Idiocracy. Ertegenover staan metingen van intelligentiescores binnen populaties die net een stijgende evolutie aangeven, het zogenaamde flynneffect.
Domheid is niet een gebrek aan intelligentie, maar een moreel tekort, zo omschreef Dietrich Bonhoeffer in Verzet en overgave dit begrip.